# 鲍贵卿旧宅
鲍贵卿旧宅又称“鲍家大院”，建于1920年，是原北洋政府陆军总长、黑龙江督军、吉林督军鲍贵卿1922年去职后在天津的旧居，坐落于当时的天津奥租界（今河北区平安街81号），该建筑目前为天津市文物保护单位和重点保护等级历史风貌建筑。现为中国人民解放军天津警备区第八干休所和中华人民共和国铁道部工程指挥部华北办事处。

## 历史
鲍贵卿旧宅是鲍贵卿在1920年和1921年左右以“积德堂鲍”的名义购买的两所楼房，买后他将这两所楼房改建成仿西洋建筑的私人住宅。
　　

## 建筑风格
鲍贵卿旧宅占地7.941市亩，建筑面积为4980平方米，建筑由主楼、后楼、东楼和南楼四个部分组成。主楼建筑面积为2400平方米，采用混合西式砖混结构，呈两层楼房形式，并带有地下室，局部区域为三层。建筑顶部设计为多坡瓦屋顶，符合西方建筑风格的屋顶形式。
主楼的建筑布局呈对称式，中央部分为前后廊，前廊和后廊由仿花岗岩的混合式双柱支撑，柱廊底部装饰有西洋瓶式栏杆。建筑外立面采用青砖清水墙面，搭配高长窗与圆拱窗，整体外观简洁而庄重，融入了典型的西方建筑元素。建筑的一层和二层均设有柱廊，提供了室内与外部空间的过渡与联系。三层南面设有大露台，露台上建有三座亭子，呈现中西合璧的风格。
在亭子的设计上，东面亭子为中国传统的圆攒尖亭，体现了中式园林建筑特色；中间亭子为带有罗曼式屋顶和简化科林斯柱式的西洋古典亭子，呈现出典型的欧洲古典风格；西面亭子则为西洋近代式亭子，具有现代西方建筑特色。这种多样化的亭子设计不仅丰富了建筑的外部视觉效果，也表现了中西文化的融合。
建筑内部装饰精致，设有护墙板和木雕罩子天花，尤其是西侧房间的设计独具特色，房间内装有两根西洋木雕圆柱，配以折叠门。折叠门完全打开时，该房间可以作为舞厅使用，展示了空间功能的灵活性和精致的室内设计。
院内的景观设计同样富有匠心，设有假山、凉亭、养鱼池和花圃等设施，营造出静谧的园林氛围。整体而言，鲍贵卿旧宅是一座融合中西建筑特色的经典作品，既展现了西式建筑的严谨与美学，又融入了中国传统元素，体现了鲍贵卿个人独特的设计理念和文化视野。